# Халворсен, Эйнар
Эйнар Халворсен (норв. Einar Halvorsen, 7 марта 1872 – 23 апреля 1964) – норвежский конькобежец. Участник чемпионатов мира (1893-1894 годов) и Европы (1894). Шестикратный рекордсмен мира на дистанциях 500, 1500 и 5000 метров. На чемпионате Европы-1894 в Хамаре (Норвегия) занял в общем зачёте первое место, установив два мировых рекорда на 500 метров (47,0) и 1500 метров (2.29,6). Чемпион Норвегии 1894 года в многоборье.

## Рекорды мира
| дата            | дистанция   | рекорд | город |
| --------------- | ----------- | ------ | ----- |
| 28 февраля 1892 | 500 метров  | 50,2   | Хамар |
| 28 февраля 1892 | 5000 метров | 9.10,2 | Хамар |
| 26 февраля 1893 | 500 метров  | 48,0   | Хамар |
| 26 февраля 1893 | 5000 метров | 9.07,0 | Хамар |
| 24 февраля 1894 | 500 метров  | 47,0   | Хамар |
| 24 февраля 1894 | 1500 метров | 2.29,6 | Хамар |

## Личные рекорды
| дата            | дистанция   | рекорд | город |
| --------------- | ----------- | ------ | ----- |
| 24 февраля 1894 | 500 метров  | 47,0   | Хамар |
| 24 февраля 1894 | 1500 метров | 2.29,4 | Хамар |
| 17 марта 1889   | 3000 метров | 6.31,2 | Хамар |
| 26 февраля 1893 | 5000 метров | 9.07,0 | Хамар |

## Достижения
| турнир                            | дата                 | город     | 500 м                                | 1500 м                      | 5000 м      | место |
| --------------------------------- | -------------------- | --------- | ------------------------------------ | --------------------------- | ----------- | ----- |
| 1-й чемпионат мира – многоборье   | 13 – 14 января 1893  | Амстердам | 51,0 (1/q), 52,0 (2)                 | 3.01,0 (4), 2.52,6 (3/q)    | 10.43,0 (4) | Б/М   |
| Чемпионат Норвегии – многоборье   | 4 февраля 1894       | Хамар     | 49,2 (2)                             | 2.35,4 (1)                  | 9.11,6 (1)  | 1     |
| 2-й чемпионат мира – многоборье   | 10 – 11 февраля 1894 | Стокгольм | 51,8 (5/q)                           | 2.35,6 (1), 2.45,8 (2/q)    | 9.32,0 (1)  | Б/М   |
| 2-й чемпионат Европы – многоборье | 24 – 25 февраля 1894 | Хамар     | 48,4 (1/q), 47,0 РМ (1), 48,0 (1/so) | 2.29,6 РМ (1/q), 2.29,4 (2) | 8.39,6 (2)  | (1)   |

## Ссылка
- Сайт SkateResults.com, анг.
- Сайт Deutsche Eisschnelllauf-Gemeinschaft, нем.